# Solfara Salicio
La solfara Salicio o miniera Salicio  è stata una miniera di zolfo sita in provincia di Enna nei pressi del comune di Agira.
Aperta tra il 1860 e il 1870 è oggi inattiva.